# کامویاکپی
کامویاکپی یکی از نخستی‌سانان بوده است که در اواخر دورهٔ الیگوسن، حدود ٢٧/٥ تا ٢٤/٢ میلیون سال پیش در آفریقا می زیسته است.